# Amerykańskie Stowarzyszenie Antyniewolnicze

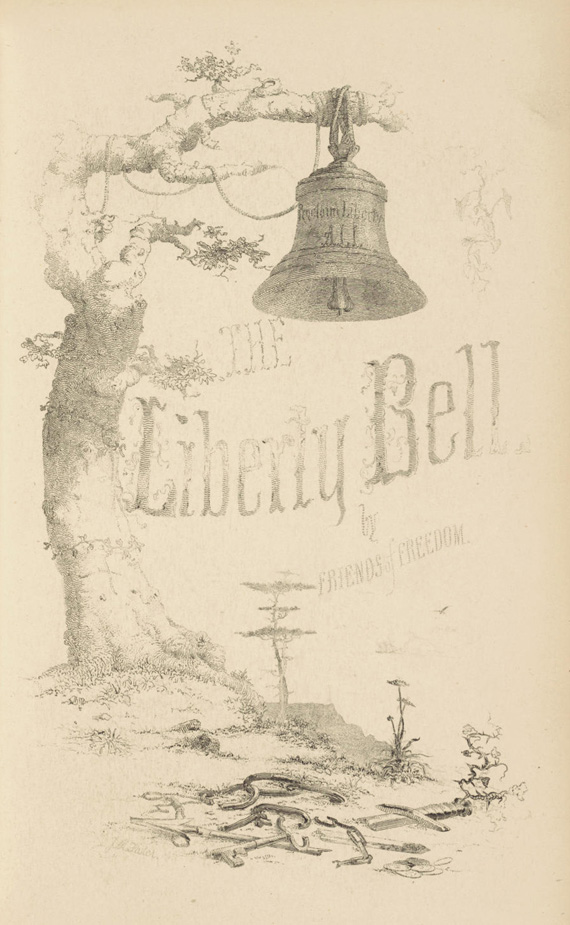
Dzwon Wolności

Amerykańskie Stowarzyszenie Antyniewolnicze (ang. American Anti-Slavery Society; 1833-1870) – jedna z najbardziej znaczących organizacji dążących do zniesienia niewolnictwa (tzw. abolicjonizm) w USA w XIX wieku. W jej szeregach było kilkaset tysięcy ludzi, do najbardziej znanych należeli: William Lloyd Garrison, Arthur Tappan, Frederick Douglass, Theodore Dwight Weld, Lewis Tappan, James Birney, Lydia Maria Child, Maria Weston Chapman, Henry Highland Garnet, Samuel Cornish, James Forten, Charles Lenox Remond, Robert Purvis czy Wendell Phillips. Organizacja została rozwiązana w 1870, po sukcesach wojny domowej w USA.

## Symbol organizacji
W 1837 r. Towarzystwo przyjęło za swój symbol Dzwon Wolności (do tego czasu dzwon ten był znany jako Dzwon Niepodległości).